# Les Chevaliers d'Émeraude (bande dessinée)
Les Chevaliers d'Émeraude est une série de bande dessinée scénarisée par Anne Robillard et illustrée par Tiburce Oger, dérivée de la série de romans du même nom de Robillard. Divisée en deux séries distinctes, la première est publiée chez Casterman et la seconde par Michel Lafon.

## Tomes

### Première série
1. Les Enfants magiques : ce premier tome raconte l'histoire des chevaliers de la première génération avant qu'ils ne deviennent chevaliers. On peut voir au début le sorcier Asbeth expliquant à son maître qu'il faut reconquérir Enkidiev, on voit ensuite Élund le magicien d'Émeraude expliquant lui aussi à son roi Émeraude Ier qu'une nouvelle menace arrive. Le roi, sur les conseils d'Élund, envoie donc des messagers dans les royaumes pour reconstituer l'Ordre des Chevaliers d'Émeraude. Élund enseigne la magie à ses nouveaux élèves, à la suite d'un accident près d'une grange d'Émeraude. Ils deviennent ensuite chevaliers à la fin de la BD. Sorti au deuxième semestre 2011  (ISBN 978-2-203-04006-9).
2. L'Épreuve du magicien : dans ce livre, Élund et Mori veulent mettre à l'épreuve les chevaliers. Pour cela, ils libèrent un élémental de glace. Sorti le 20 juin 2012  (ISBN 978-2-203-04726-6).
3. L'Imposteur, sorti le 23 janvier 2013  (ISBN 978-2-203-04726-6).
4. Le Garçon foudre, sorti le 27 novembre 2014  (ISBN 978-2-203-07265-7).
5. La Première Invasion, sorti le 21 octobre 2015  (ISBN 978-2-203-08136-9).

### Seconde série
1. Wellan, sorti le 23 novembre 2017  (ISBN 978-2749932279).
2. Kira, sorti le 29 novembre 2018  (ISBN 978-2749936086).

## Personnages
- Amecareth : empereur des insectes et d'Irianeth
- Asbeth : sorcier oiseau de l'empereur noir
- Émeraude 1er : roi d’Émeraude
- Elund : magicien d'Émeraude
- Wellan : fils du roi Burge et de la reine Mira de Rubis
- Santo : fils du roi Levon de Fal
- Bergeau : fils de Souhrab du Désert
- Falcon : fils d'un paysan de Turquoise
- Chloé : fille du roi Pally de Diamant
- Jasson : fils d'un éleveur de chevaux de Perle
- Dempsey : fils du roi Wyler de Béryl